# Nacoleia commixta
Nacoleia commixta is een vlinder uit de familie van de grasmotten (Crambidae), uit de onderfamilie van de Spilomelinae. De wetenschappelijke naam van deze soort is voor het eerst gepubliceerd in 1879 door Arthur Gardiner Butler.
De spanwijdte bedraagt 17 millimeter.
De soort komt voor in Nepal, India, Sri Lanka, China, Taiwan, Korea en Japan.